# Joshua Booth
Joshua Booth (* 9. Oktober 1990 in Melbourne) ist ein australischer Ruderer, der 2016 Olympiazweiter mit dem Vierer ohne Steuermann war.

## Sportliche Karriere
Booth belegte 2010 mit dem australischen Achter den neunten Platz bei den U23-Weltmeisterschaften. Bei den Weltmeisterschaften 2010 in der Erwachsenenklasse erreichte er im Vierer ohne Steuermann den siebten Platz. 2011 ruderte Booth im australischen Achter. Nach einem siebten Platz beim Ruder-Weltcup in Luzern belegte die Crew den vierten Platz bei den Weltmeisterschaften 2011. Im Jahr darauf erreichte der australische Achter den sechsten Platz bei den Olympischen Spielen 2012.
2013 und 2014 konzentrierte sich Booth stärker auf sein Medizinstudium, im Rudersport trat er nur beim Ruder-Weltcup in Sydney an. 2015 kehrte er in die Nationalmannschaft zurück und belegte mit dem Achter den neunten Platz bei den Weltmeisterschaften. 2016 trat Booth im Vierer ohne Steuermann an. Zusammen mit William Lockwood, Alexander Hill und Joshua Dunkley-Smith gewann er bei den Olympischen Spielen 2016 die Silbermedaille hinter dem britischen Boot.
Nach einem Jahr Pause kehrte Booth 2018 als Mitglied des australischen Achters auf die Regattastrecken zurück. Bei den Weltmeisterschaften in Plowdiw gewannen die Australier Silber hinter den Deutschen und vor den Briten. Im Jahr darauf belegte der australische Achter den vierten Platz bei den Weltmeisterschaften in Linz/Ottensheim. Bei den Olympischen Spielen in Tokio ruderte die australische Crew auf den sechsten Platz.
Der 1,90 m große Joshua Booth rudert für den Ruderclub der Universität Melbourne.